# 대화면
대화면(大和面)은 대한민국 강원특별자치도 평창군의 면이다. 넓이는 166.65km2이고, 인구는 2006년 기준으로 5,942명이다.

## 개요
대화면은 평창군의 중심부에 위치해 있으며, 금당계곡과 석산(1,376m), 남병산(1,150m), 금당산(1,173m) 등 천혜의 자연경관과 맑은 물을 가지고 있다. 대표적인 특산물로는 고추, 감자, 채소류, 약초 등이 있으며, 고추는 대화초로 유명하다.

## 행정 구역
- 대화리 (大和里)
- 신리 (新里)
- 개수리 (介水里)
- 상안미리 (上安味里)
- 하안미리 (下安味里)

## 미디어
- KBS《해피선데이 - 1박 2일》강원 평창편, 팜스테이 특집 상안미리 배두둑마을 (2009년 8월 2일, 8월 9일)